# Representação de Dirac
Na mecânica quântica, a Representação de Dirac ou Representação de Interação é uma intermediação entre a Representação de Schrödinger e a Representação de Heisenberg. Considerando que nas outras duas representações ou o vetor do estado quântico ou o operador possuem dependência com o tempo, na Representação de Dirac ambas possuem parte da dependência do tempo dos observáveis.
Equações que incluem operadores agindo em tempos distintos, que são comportadas na Representação de Dirac, não necessariamente serão comportados nas representações de Schrödinger e Heisenberg. Isto é porque transformações unitárias do tempo se relaciona com operadores de uma representação com o operador análogo da outra representação.

## Definição
Operadores e vetores dos estados quânticos na Representação de Dirac são relacionados pela mudança de base para aqueles operadores e vetores na Representação de Schrödinger.
Para alternar na Representação de Dirac, nós dividimos o hamiltoniano da Representação de Schrödinger em duas partes, {\displaystyle H_{S}=H_{0,S}+H_{1,S}}. Qualquer escolha das partes nos dará uma Representação de Dirac válida, mas para nos ser útil na simplificação do problema, as partes serão escolhidas de forma que {\displaystyle H_{0,S}} será facilmente resolvido e {\displaystyle H_{1,S}} conterá as partes mais difíceis de analisar deste sistema.
Se o hamiltoniano for dependente do tempo (por exemplo, se o sistema quântico interagir com um campo elétrico aplicado externo que varia com o tempo), normalmente nos será vantajoso incluir explicitamente os termos dependentes do tempo com {\displaystyle H_{1,S}}, deixando o {\displaystyle H_{0,S}} independente do tempo. Nós iremos assumir que este será o caso. (se existir um contexto em que isto faça sentido ter um {\displaystyle H_{0,S}} dependente do tempo, então deve-se trocar {\displaystyle e^{\pm iH_{0,S}t/\hbar }} pelo operador de evolução).

## Vetor do estado quântico
O vetor do estado quântico na Representação de Dirac é definido como
{\displaystyle |\psi _{I}(t)\rangle =e^{iH_{0,S}t/\hbar }|\psi _{S}(t)\rangle }
Onde {\displaystyle |\psi _{S}(t)\rangle } é o mesmo vetor da Representação de Schrödinger.

## Operadores
Um operador na Representação de Dirac é definido como
{\displaystyle A_{I}(t)=e^{iH_{0,S}t/\hbar }A_{S}(t)e^{-iH_{0,S}t/\hbar }.}
Perceba que {\displaystyle A_{S}(t)} não será dependente de t e pode ser reescrito como {\displaystyle A_{S}}.

### Operador hamiltoniano
Para o operador {\displaystyle H_{0}} a Representação de Dirac e Schrödinger são idênticas
{\displaystyle H_{0,I}(t)=e^{iH_{0,S}t/\hbar }H_{0,S}e^{-iH_{0,S}t/\hbar }=H_{0,S}}
Isto pode ser comprovador usando o facto que os operadores comutáveis com funções diferenciáveis. Este operador em particular também pode ser escrito da forma {\displaystyle H_{0}} sem ambiguidade.
Para a perturbação hamiltoniana {\displaystyle H_{1,I}}, teremos
{\displaystyle H_{1,I}(t)=e^{iH_{0,S}t/\hbar }H_{1,S}e^{-iH_{0,S}t/\hbar }}
onde a perturbação hamiltoniana da Representação de Dirac se torna um hamiltoniano dependente do tempo (a não ser que {\displaystyle [H_{1,s},H_{0,s}]=0}).
É possível de se obter a Representação de Dirac para um hamiltoniano dependente do tempo {\displaystyle H_{0,s}(t)}, mas os exponencias precisam ser substituídos pelo propagador unitário devido para {\displaystyle H_{0,s}(t)} ou mais explícito com uma integral exponencial ordenada pelo tempo.

### Matriz densidade
A matriz densidade pode se demonstrada transformando a Representação de Dirac da mesma forma como qualquer outro operador. Em particular, deixe {\displaystyle \rho _{I}} e {\displaystyle \rho _{S}} ser a matriz de densidade na Representação de Dirac e na Representação de Schrödinger, respectivamente. Se existe possibilidade de {\displaystyle p_{n}} ser no estado físico {\displaystyle |\psi _{n}\rangle }, então
{\displaystyle \rho _{I}(t)=\sum _{n}p_{n}(t)|\psi _{n,I}(t)\rangle \langle \psi _{n,I}(t)|=\sum _{n}p_{n}(t)e^{iH_{0,S}t/\hbar }|\psi _{n,S}(t)\rangle \langle \psi _{n,S}(t)|e^{-iH_{0,S}t/\hbar }=e^{iH_{0,S}t/\hbar }\rho _{S}(t)e^{-iH_{0,S}t/\hbar }}

## Equações da evolução temporal

### Estados da evolução temporal
Transformando a Equação de Schrödinger numa Representação de Dirac teremos:
{\displaystyle i\hbar {\frac {d}{dt}}|\psi _{I}(t)\rangle =H_{1,I}(t)|\psi _{I}(t)\rangle .}
Esta equação se refere à equação Schwinger-Tomonaga.

### Operadores da evolução temporal
Se o operador {\displaystyle A_{S}} é independente do tempo então a evolução temporal correspondente para {\displaystyle A_{I}(t)} é dada por
{\displaystyle i\hbar {\frac {d}{dt}}A_{I}(t)=\left[A_{I}(t),H_{0}\right].\;}
Na Representação de Dirac os operadores evoluem no tempo como os operadores da Representação de 
Heisenberg com o hamiltoniano {\displaystyle H'=H_{0}}.

### Evolução temporal da matriz densidade
Transformando a equação de Schwinger-Tomonaga na linguagem da matriz densidade teremos
{\displaystyle i\hbar {\frac {d}{dt}}\rho _{I}(t)=\left[H_{1,I}(t),\rho _{I}(t)\right].}

## Usos da Representação de Dirac
O propósito da Representação de Dirac é nos desviar de toda dependência do tempo devido o H0 dos operadores, deixando apenas H1, I afetando a dependência do tempo dos vetores do estado quântico.
A Representação de Dirac é conveniente quando considerado o efeito de uma pequena interação, H1, S, sendo somado ao hamiltoniano de um sistema solucionado, H0, S. Pela troca na Representação de Dirac, nós podemos usar a teoria perturbacional dependente do tempo para encontrar o efeito de H1, I.